# The Reform Candidate (film, 1915)
Pour plus de détails, voir Fiche technique et Distribution.
The Reform Candidate est un film muet américain réalisé par Frank Lloyd et sorti en 1915.

## Fiche technique
- Titre : The Reform Candidate
- Réalisation : Frank Lloyd
- Scénario : Julia Crawford Ivers, d'après une nouvelle de Macklyn Arbuckle et Edgar A. Guest
- Chef opérateur : Fred Dobson
- Musique : George W. Beynon
- Production : Pallas Pictures
- Distribution : Paramount Pictures
- Genre : Film dramatique
- Date de sortie :
  - États-Unis : 16 décembre 1915

## Distribution
- Macklyn Arbuckle : Art Hoke
- Forrest Stanley : Richard Benton
- Myrtle Stedman : Mary Grandell
- Malcolm Blevins : Frank Grandell
- Charles Ruggles : Loony Jim
- Mary Ruby : May Hoke
- Howard Davies
- Jane Darwell : Mrs Haggerty
- Fanny Stockbridge
- Mary Higby